# Јордан на Светском првенству у атлетици у дворани 2016.
Јордан је учествовао на 16. Светском првенству у атлетици у дворани 2016. одржаном у Портланду од 17. до 20. марта пети пут. Репрезентацију Јордана представљала је 1 такмичарка која се такмичила у трци 1.500 метара. ,
На овом првенству такмичарка Јордана није освојила ниједну медаљу али је оборила национални и лични рекорд.

## Учесници
Жене:
- Тамара Армуш — 1.500 м

## Резултати

### Жене
| Атлетичарка  | Дисциплина | Лични рекорд | Квалификације  | Квалификације | Полуфинале | Полуфинале | Финале                | Финале  | Детаљи |
| Атлетичарка  | Дисциплина | Лични рекорд | Резултат       | Место         | Резултат   | Место      | Резултат              | Место   | Детаљи |
| ------------ | ---------- | ------------ | -------------- | ------------- | ---------- | ---------- | --------------------- | ------- | ------ |
| Тамара Армуш | 1.500 м    |              | 4:37.61 НР, ЛР | 10. у гр. 2   |            |            | Није се квалификовала | 20 / 20 |        |